# Sot de les Taules
El Sot de les Taules és un sot, o vall estreta i feréstega, del terme municipal de Sant Quirze Safaja, a la comarca del Moianès. Pertany al territori del poble rural de Bertí.
És a l'esquerra del Rossinyol, al sud-oest del territori de Bertí. El sot dona nom a un torrent, que solca l'indret i aflueix en el Rossinyol. És al nord de la masia de l'Onyó i a ponent de las del Soler de Bertí. El travessa el Camí del Soler de Bertí.